# Suntory
Suntory Limited (サントリー株式会社, Santorī Kabushiki-gaisha) é uma grande empresa japonesa produtora de bebidas, especialmente alcoólicas. Foi fundada por Torii Shinjiro em 1899.